# Edward Oliver Wheeler
Sir Edward Oliver Wheeler, britanski general, * 1890, † 1962.